# غريس نورتن
غريس نورتن (بالإنجليزية: Grace Norton)‏ هي باحثة في الرومانسية أمريكية، ولدت في 1834 في كامبريدج في الولايات المتحدة، وتوفيت في 1926.